# Trigomphus svenhedini
Trigomphus svenhedini – gatunek ważki z rodziny gadziogłówkowatych (Gomphidae). Występuje w Chinach; stwierdzony w prowincji Syczuan.